# Higashidōri
Higashidōri (東通村; Higashidōri-mura) és una vila del Japó situada a la prefectura d'Aomori.